# Finlandia en los Juegos Paralímpicos de Río de Janeiro 2016
Finlandia estuvo representada en los Juegos Paralímpicos de Río de Janeiro 2016 por un total de 26 deportistas, 19 hombres y siete mujeres.

## Medallistas
El equipo paralímpico finlandés obtuvo las siguientes medallas:
| Nombre             | Deporte   | Evento                |
| ------------------ | --------- | --------------------- |
| Oro                |           |                       |
| Leo-Pekka Tähti    | Atletismo | 100 m T54 masculino   |
| Plata              |           |                       |
| Marjaana Heikkinen | Atletismo | Jabalina F34 femenino |
| Bronce             |           |                       |
| Henry Manni        | Atletismo | 100 m T34 masculino   |